# 刘祎 (刘宋)
刘祎（436年—470年），字休秀，宋文帝劉义隆第八子。

## 母
陳修容，宋文帝的妃嫔，封为修容。

## 生平
元嘉二十二年二月甲戌（445年3月8日），封东海王，食邑二千户。元嘉二十六年（449年），任侍中、后军将军，领石头戍事。后改任冠军将军、南彭城太守、下邳太守、散骑常侍，领石头戍事。后出任会稽太守。元嘉二十九年（452年），改任使持节、都督广州、交州、荆州之始兴临賀始安二郡诸军事、车骑将军、平越中郎将、广州刺史。元嘉三十年五月戊戌（453年6月18日），任会稽太守、抚军将军。
孝建元年二月乙亥（454年3月22日），改任秘书监、中书令，领骁骑将军。同年十月丁亥（11月29日），改任抚军将军、江州刺史。孝建三年十月丁未（456年12月8日），进号平南将军。大明三年三月壬辰（459年5月12日），进号卫将军、护军将军。七月戊子（9月5日），改任南豫州刺史。大明五年八月庚寅（461年8月27日），加开府仪同三司，领国子祭酒。大明七年十月癸亥（463年11月18日），加任司空。景和元年十二月庚申（466年1月3日），加任中书监、太尉。
泰始四年四月己卯（468年5月11日），改封庐江王。泰始五年（469年），柳欣慰谋反，欲立刘祎为帝。二月丙申（3月24日），改任车骑将军、开府仪同三司、南豫州刺史。六月丁丑（7月3日），谋反事败，柳欣慰、徐虎兒、陈道明、闾丘邈之、樊平祖、孟敬祖、宁敬之等人被诛杀，刘祎被削去官爵。泰始六年六月，刘祎被逼令自杀，享年三十五岁。

## 子
子劉充明（451 - 478），时任辅国将军、南彭城太守、东莞太守，被免去官职，徙往新安歙县。无子。

## 延伸阅读
[在维基数据编辑]
 《宋書/卷79》，出自沈约《宋书》